# Leopold Pelldram
Leopold Pelldram (né le 3 mai 1811 à Schweidnitz, mort le 3 mai 1867 à Trèves) est évêque de Trèves de 1865 à sa mort.

## Biographie
Pelldram est issu d'une famille de médecins et étudie la théologie catholique à Bonn et à Breslau. En 1833, il devient membre du Corps Borussia Breslau (de). Le 5 avril 1835, il est ordonné prêtre à Breslau et est le premier éducateur de la famille von Matuschka à Arnsdorf. En 1840, il est prêtre à Schmiedeberg. En 1844, il s'installe dans la paroisse de Bad Warmbrunn et devient, à partir de 1846, archiprêtre et inspecteur scolaire à Hirschberg. En 1850, il est nommé prévôt de la cathédrale Sainte-Edwige de Berlin et délégué épiscopal pour la marche de Brandebourg et la Poméranie. Le 12 avril 1859, il reçoit le poste de prévôt de l'armée prussienne et assiste à la bataille de Dybbøl le 18 avril 1864.
Depuis 1854, Pelldram est membre d'honneur du Katholischer Leseverein (aujourd'hui KStV Askania-Burgundia (de)) de Berlin, fondé en 1853, la première corporation du KV (de).
Le 29 décembre 1864, le chapitre de la cathédrale de Trèves l'élit évêque de Trèves, après que le gouvernement oppose son veto à Matthias Eberhard (de) et Daniel Bonifaz von Haneberg, abbé de Saint-Boniface de Munich, a rejeté l'élection. La consécration a lieu le 28 mai 1865 à Breslau, l’intronisation à Trèves le 11 juin 1865.
La santé fragile de Pelldram a pour conséquence une prise en charge plus fréquente du vicaire général Matthias Martini (de) et l'évêque auxiliaire Matthias Eberhard (de) doit diriger de plus en plus le Pontifical romain. Au cours de son bref épiscopat, il n'effectue que trois visites : le Katholikentag en 1865, la pose de la première pierre d'une extension du séminaire et l'inauguration de la colonne Sainte-Marie (de) en 1866 constituent les temps forts de cette période. La tombe de Pelldram se trouve dans l'aile nord de la cathédrale Saint-Pierre de Trèves.